# Głusko
Głusko is een plaats in het Poolse district  Strzelecko-drezdenecki, woiwodschap Lubusz. De plaats maakt deel uit van de gemeente Dobiegniew en telt 180 inwoners.